# Granat M68
M68 – amerykański granat obronny. Jest to zmodernizowana wersja granatu M59 wyposażona w dodatkowy spinacz zabezpieczający.
M68 posiada kulistą skorupę na której wewnętrznej części znajdują się nacięcia w kształcie sześciokątów które ułatwiają fragmentację. Skorupa jest identyczna jak w granatach M33 i M67. Granat jest uzbrojony w zapalnik elektryczny podwójnego działania M217.